# Artur Szczepaniak
Artur Szczepaniak (ur. 14 listopada 1996 w Koninie) – polski zawodnik mieszanych sztuk walki (MMA). Aktualny związany z największą polską organizacją KSW, w której zajmuje 2. miejsce w oficjalnym rankingu wagi półśredniej. Były pretendent do pasa mistrzowskiego organizacji KSW i Staredown FC w wadze półśredniej. Walczył także dla Cage Warriors czy German MMA Championship. 

## Życiorys
Urodził się i wychował w Polsce, ale później wraz z rodziną wyemigrował do Belgii. Tam zaczął trenować mieszane sztuki walki i rozwijać swoją karierę w tej dyscyplinie. Jego rodzina zawsze wspierała go w jego pasji. Na początku zawodowej kariery łączył treningi MMA z pracą na poczcie.

## Osiągnięcia

### Mieszane sztuki walki
- Konfrontacja Sztuk Walki
  - Bonus za nokaut wieczoru (dwa razy) vs. Brian Hooi (2022)[8], Igor Michaliszyn (2025)[9]

## Lista zawodowych walk w MMA
| Wynik     | Bilans | Przeciwnik (bilans przed walką)  | Rozstrzygnięcie                                               | Runda | Czas | Rozgrywki                               | Data       | Miejsce             | Uwagi                                                           |
| --------- | ------ | -------------------------------- | ------------------------------------------------------------- | ----- | ---- | --------------------------------------- | ---------- | ------------------- | --------------------------------------------------------------- |
| Wygrana   | 13-3   | Igor Michaliszyn (12-3)          | TKO (wysokie kopnięcie na głowę i ciosy pięściami w parterze) | 1     | 2:40 | XTB KSW 105: Bartosiński vs. Grzebyk 2  | 26.04.2025 | Gliwice             | Bonus za nokaut wieczoru.                                       |
| Wygrana   | 12-3   | Alex Lohoré (25-10)              | KO (wysokie kopnięcie na głowę i ciosy pięściami w parterze)  | 2     | 0:54 | XTB KSW 101: Le Classique               | 20.12.2024 | Nanterre            | Limit umowny -79 kg.                                            |
| Wygrana   | 11-3   | Krystian Kaszubowski (11-4. 1NC) | Poddanie (duszenie brabo)                                     | 1     | 1:40 | XTB KSW 98: Paczuski vs. Zerhouni       | 14.09.2024 | Lubin               |                                                                 |
| Przegrana | 10-3   | Madars Fleminas (12-5)           | KO (prawy łokieć)                                             | 2     | 1:07 | XTB KSW 93: Parnasse vs. Mircea         | 06.04.2024 | Paryż               |                                                                 |
| Wygrana   | 10-2   | Henry Fadipe (14-10-1)           | KO (prawy krzyżowy)                                           | 2     | 4:00 | KSW 86: Wikłacz vs. Przybysz 4          | 16.09.2023 | Wrocław             | Limit umowny -81 kg.                                            |
| Przegrana | 9-2    | Adrian Bartosiński (13-0)        | KO (lewy sierpowy)                                            | 1     | 1:47 | XTB KSW 81: Bartosiński vs. Szczepaniak | 22.04.2023 | Tomaszów Mazowiecki | Pojedynek o pas mistrzowski KSW w wadze półśredniej. Main Event |
| Wygrana   | 9-1    | Brian Hooi (18-8. 1 NC)          | KO (wysokie kopnięcie na głowę i ciosy pięściami w parterze)  | 1     | 0:43 | KSW 76: Parnasse vs. Rajewski           | 12.11.2022 | Grodzisk Mazowiecki | Bonus za nokaut wieczoru.                                       |
| Wygrana   | 8-1    | Jiwko Stoimenow (13-4)           | Poddanie (duszenie zza pleców)                                | 1     | 4:28 | KSW 69: Przybysz vs. Martins            | 23.04.2022 | Warszawa            | Debiut w KSW.                                                   |
| Wygrana   | 7-1    | Walter Gahadza (18-6)            | Poddanie (kimura)                                             | 3     | 1:26 | Elite MMA Championship 8                | 04.12.2021 | Düsseldorf          |                                                                 |
| Wygrana   | 6-1    | Stephan Janßen (7-1)             | TKO (ciosy pięściami)                                         | 2     | 1:34 | GMC Fight Night: Zeitner vs. Agaev      | 24.04.2021 | Gelsenkirchen       |                                                                 |
| Wygrana   | 5-1    | Mahmud Jaja (2-0)                | TKO (przerwanie przez lekarza)                                | 2     | 5:00 | We Love MMA 53                          | 29.02.2020 | Hanower             |                                                                 |
| Przegrana | 4-1    | Benoît Saint Denis (1-0)         | Poddanie (duszenie zza pleców)                                | 3     | 3:00 | Staredown FC 14                         | 21.03.2019 | Antwerpia           | Pojedynek o pas mistrzowski Staredown FC w wadze półśredniej.   |
| Wygrana   | 4-0    | Jefferson Santana (2-0)          | TKO (ciosy pięściami)                                         | 1     | 3:43 | Cage Warriors 89                        | 25.11.2017 | Antwerpia           |                                                                 |
| Wygrana   | 3-0    | Donovan Panayiotis (2-2)         | Decyzja (jednogłośna)                                         | 3     | 5:00 | World Fighting League MMA               | 27.05.2017 | Almere              |                                                                 |
| Wygrana   | 2-0    | Jose Vava Kikumbi (4-2)          | Decyzja (większościowa)                                       | 3     | 5:00 | MaxPain: Christmas Edition              | 23.12.2016 | Opglabbeek          | Main Event                                                      |
| Wygrana   | 1-0    | James Bawden (0-0)               | KO (ciosy pięściami)                                          | 1     | 0:41 | TFC: Warlords 2                         | 11.06.2016 | Bridgwater          |                                                                 |